# Jaime Valdés
Jaime Valdés, född den 11 januari 1981 i Santiago, är en chilensk fotbollsspelare som just nu är i väntan för en ny klubb. 

## Karriär
Valdés började sin professionella karriär som fotbollsspelare i den chilenska klubben Palestino, men efter bara två år i klubben flyttade han till Italien för att spela i Bari.
Sedan spelade han också i bland annat Fiorentina, Lecce, Atalanta och Parma.
Medan Valdés spelade i Parma fick han en chans att uppfylla sin dröm, vilket var att spela för sin favoritklubb Colo-Colo. Han spelade där från 2014 till 2019.